# Наум Койзаклиев
Наум Йорданов Койзаклиев (на македонска литературна норма: Наум Јорданов Којзаклиев) е организатор на ученическа революционна организация, жертва на политическия терор в Социалистическа Република Македония.

## Биография
Наум Койзаклиев е роден на 26 февруари 1927 година в град Щип, тогава в Югославия. Остава сирак и през 1944 година се включва в Народоосвободителната войска на Македония. В началото на 1945 година заедно с Мирко Настев, Коле Кожинков, Ванчо Гондев, Ангел Карагьозов, Ристо Шалев, Коста Балабанов организират срещи, четения и беседи по македонския въпрос, Илинденското въстание, ВМОРО и ВМРО. Наум Койзаклиев е привикан на разпит в ОЗНА като организатор, но заради чистото му минало е освободен без последствия. От началото на учебната година на 1945 година групата се активизира, избрано е ръководство в състав Наум Койзаклиев, Борис Давков (син на Дафко Данаилов) и Митко Илиев, а на 31 декември 1945 година е официално конституирана в присъствието и на Ванчо Караканов, Васо Ефтимов, Магда Касапска, Вера Кусакатова, Славка Шестакова, Павлина Смилева и други. Като основна цел на организацията заляга освобождението на Македония със защитата на САЩ. В кратко време към организацията се присъединяват Любчо Якимов, Панче Смилев, Павле Марянов, Любчо Нацев, Васил Нетков, Ангел Карагьозов, Никола Кожинков, Ристо Шалев и други. Свързват се с подобна структура в Струмица, с председател Кочо Гърчев и правят опити да се свържат с бивши дейци на истинската Вътрешна македонска революционна организация. През март ОЗНА повторно прихваща групата и главно чрез доносите на Коста Балабанов започва процес срещу тях. На 28 август 1946 година започва делото срещу групата, като Наум Койзаклиев и Панче Смилевски са осъдени заради противодържавна дейност на 7 години затвор, Борис Данаилов - на 6 години, Митко Илиев - на 5 години, Васил Ефтимов и Любчо Ефремов - на 4 години, Васил Иванов - на 2 години затвор. През октомври същата година присъдите им са потвърдени от Върховния съд на Социалистическа република Македония, а на 9 май 1947 година щипският съд отхвърля искането на осъдените за помилване.
В Скопския затвор щипската група е събрана заедно със струмишката група на Методи Калкашлиев и велешката група на Крум Чушков, като за кратко в тяхната килия се намира Васил Хаджикимов, а след него Перо Ивановски, който се опитва да ги превъзпита, а също и Ефтим Гашев. През октомври 1950 година Наум Койзаклиев и голяма част от другите арестанти са изпратени в затвора Идризово, а след това в лагерите Нова Градишка, Калвария и Пробищип, където се сближава с Тодор Гичев и Коле Михайлов, накрая е върнат в Идризово, а през 1951 година е освободен.
След това се завръща в Щип, започва работа в тютюнева фабрика, по-късно завършва икономически факултет и магистратура. След това е учител по счетоводство и финанси в Щипската гимназия, а впоследствие - финансов директор на предприятия в Свети Николе и Скопие, където се пенсионира. Спомените му са издадени през 1995 година в Република Македония.